# Pat O'Callaghan
Patrick "Pat" O'Callaghan, född 15 september 1905 i Kanturk i Cork, död 1 december 1991 i Clonmel i South Tipperary, var en irländsk friidrottare.
O'Callaghan blev olympisk mästare i släggkastning vid olympiska sommarspelen 1928 i Amsterdam och vid olympiska sommarspelen 1932 i Los Angeles.